# Bela Vista (Ipatinga)
Bela Vista é um bairro do município brasileiro de Ipatinga, no interior do estado de Minas Gerais. Localiza-se no distrito-sede, estando situado na Regional II. Segundo o censo demográfico de 2022, realizado pelo Instituto Brasileiro de Geografia e Estatística (IBGE), sua população era de 3 178 habitantes e havia 1 174 domicílios particulares permanentes ocupados. Possui área de 1,1 km² conforme a prefeitura.
De acordo com o IBGE, em 2010 a população era de 3 664 habitantes e havia 1 126 domicílios particulares.

## História e descrição

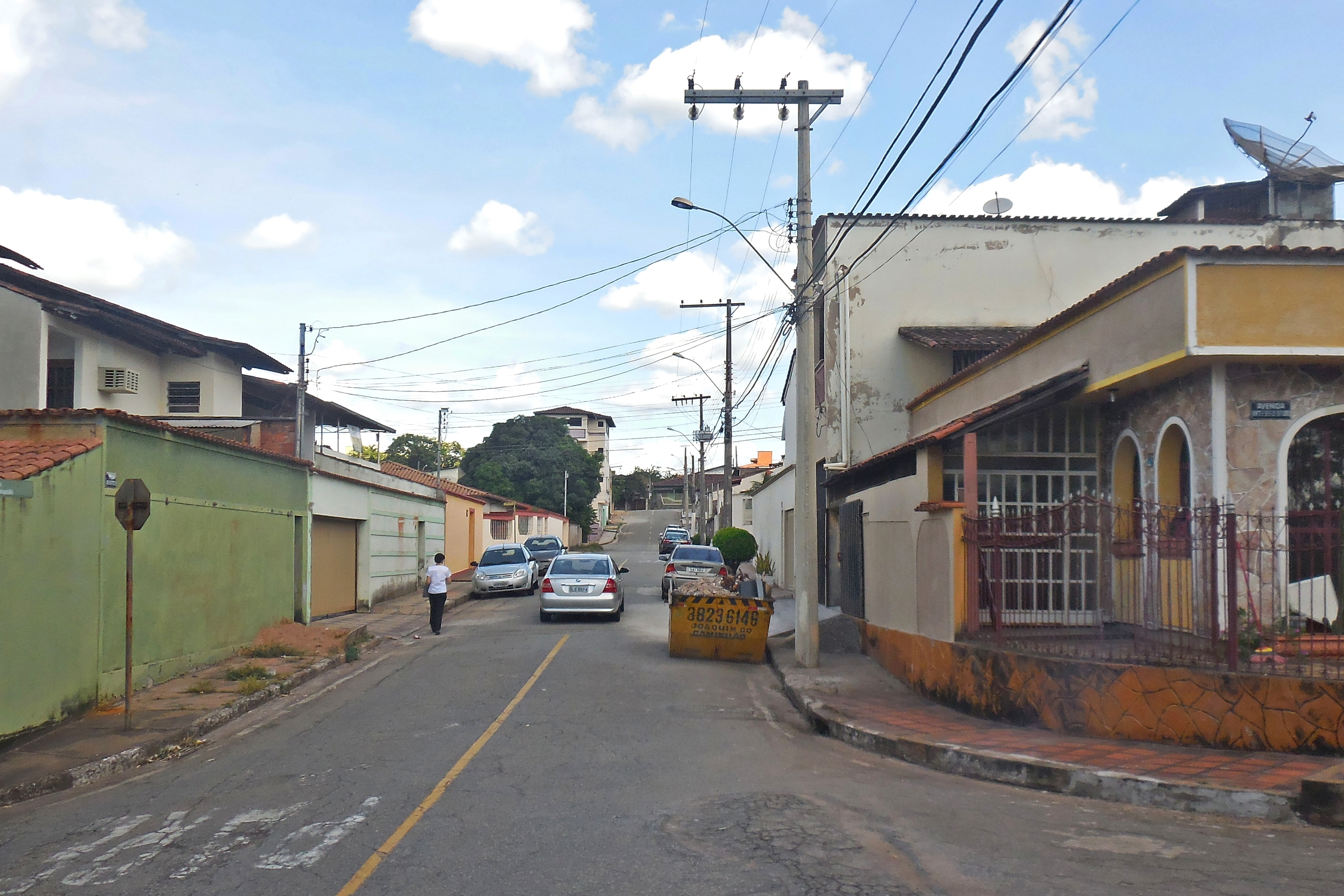
Rua Alvinópolis no interior do bairro

Foi criado mediante a lei nº 538, de 7 de junho de 1976. Embora não tenha sido construído como parte da Vila Operária original da Usiminas, que tinha o objetivo de atender aos funcionários da empresa, foi implantado para sua expansão e em uma área de ocupação prevista, devido ao aumento da demanda por moradias.
Foi concebido com um traçado orgânico e destinado a ser um bairro residencial. Enquanto as ruas internas são curtas, as vias do entorno são largas e extensas. As habitações, por sua vez, foram construídas com afastamentos laterais e frontais. Posteriormente, tornou-se um bairro valorizado pelo setor imobiliário. Possui vista para o Parque Estadual do Rio Doce (PERD), situado em área do município vizinho Timóteo, do qual é separado pelo rio Piracicaba.
A Avenida 26 de Outubro é uma das principais vias do Bela Vista, circulando toda a localidade. A maioria das ruas do interior do bairro levam nomes de municípios mineiros, como por exemplo Alvinópolis, Barão de Cocais, Dom Cavati, Inhapim e Itabirito. Um ponto de referência é o Centro Comercial do Bela Vista, que atrai consumidores de bairros próximos. A Praça Jocimar Ferreira de Moraes (Praça Central), por sua vez, é usada como espaço de convivência pela comunidade e também para realização de eventos.
Em novembro de 2022, foi colocada no bairro Bela Vista a pedra fundamental da sede própria da Delegacia de Polícia Federal de Ipatinga. A Igreja Imaculado Coração de Maria representa a sede da comunidade católica local, que está subordinada à Paróquia Sagrado Coração de Jesus.